# Inkaernes religion
Inkaernes religion er den polyteiske religion og mytologi, dyrket af beboerne af Inkariget frem indtil Inkariget faldt for spansk erobring og udslettelse i 1533.
Nogle af guderne som Viracocha og Pachamama var kendt og dyrket over hele imperiet, mens mange guddomme var kun kendt lokalt. Et helligt symbol var det såkaldte Chakana-kors. Inkaerne delte tilværelsen op i tre verdener: dødsriget under jorden, kaldt for Uku Pacha, himmerriget Hanan Pacha hvor himmelguderne boede, og jordiske verden Kay Pacha, beboet af mennesker.

## Inkaernes guder
- Apu bjergånderne  •
- Ch'aska planeten Venus, daggryets gudinde  •
- Illapa tordenguden  •
- Inti solguden  •
- Mama Killa månegudinde  •
- Mama Ocllo frugtbarhed & vævningsgudinde  •
- Mama Pacha moder jord og moder natur  •
- Mama Qucha havet  •
- Mama Sara majs  •
- Manco Capac skaberkonge  •
- Pacha Kamaq dragegud  •
- Supay dødsgud  •
- Urcaguary metal- og juvel-gud  •
- Urcuchillay llama-formet hyrdegud  •
- Viracocha skabergud